# Lista de vulcões do Equador
Esta é uma lista de vulcões ativos e extintos no Equador.

## Continente
| Nome                  | Metros | Pés    | Coordenadas                       | Última erupção       |
| --------------------- | ------ | ------ | --------------------------------- | -------------------- |
| El Altar / Kapak Urku | 5405   | 17,730 | 1° 41′ S, 78° 25′ O               | Desconhecido         |
| Antisana              | 5753   | 18,870 | 0° 29′ S, 78° 08′ O               | 1802                 |
| Atacazo               | 4463   | 14,639 | 0° 21′ 11″ S, 78° 37′ 01″ O       | -                    |
| Carihuairazo          | 5018   | 16,463 | 1° 24′ 25″ S, 78° 45′ 00″ O       | Desconhecido         |
| Cayambe               | 5790   | 18,991 | 0° 01′ 44″ N, 77° 59′ 10″ O       | 1786                 |
| Chakana               | 4643   | 15,229 | 0° 22′ S, 78° 15′ O               | 1773                 |
| Chiles                | 4756   | 15,616 | 0° 47′ 52″ N, 77° 57′ 03″ O       | 1936                 |
| Chimborazo            | 6310   | 20,560 | 1° 28′ 09″ S, 78° 49′ 03″ O       | 640 AD ± 500 years   |
| Corazón               | 4790   | 15,715 | 0° 26′ S, 77° 43′ O               | Holoceno             |
| Cotopaxi              | 5897   | 19,347 | 0° 40′ 37″ S, 78° 26′ 10″ O       | 2015                 |
| Cuicocha              | 3246   | 10,649 | 0° 18′ 30″ N, 78° 21′ 50″ O       | 950 BCE              |
| Cusin                 | -      | -      | 0° 09′ N, 78° 08′ O               | -                    |
| Illiniza              | 5248   | 17,213 | 0° 39′ 32″ S, 78° 42′ 50″ O       | Holoceno             |
| Imbabura              | 4557   | 14,952 | 0° 16′ N, 78° 11′ O               | Late Pleistocene     |
| Licto                 | 3336   | 10,945 | 1° 46′ 48″ S, 78° 36′ 47″ O       | Holoceno-Pleistoceno |
| Mojanda               | 4263   | 13,983 | 0° 08′ N, 78° 16′ O               | Holoceno             |
| Pan de Azucar         | 3482   | 11,424 | 0° 26′ S, 77° 43′ O               | Holoceno             |
| Pasochoa              | -      | -      | 0° 28′ S, 78° 29′ O               | Extinct              |
| Wawa Pichincha        | 4784   | 15,692 | 0° 10′ 16″ S, 78° 35′ 53″ O       | 2004                 |
| Pululagua             | 3356   | 11,008 | 0° 02′ 17″ N, 78° 27′ 47″ O       | 467 BCE              |
| Quilotoa              | 3914   | 12,838 | 0° 51′ S, 78° 54′ O               | 1797                 |
| Reventador            | 3562   | 11,683 | 0° 00′ 25″ S, 77° 39′ 00″ O       | 2014                 |
| Rumiñawi              | 4721   | 15,489 | 0° 38′ 00″ S, 78° 32′ 00″ O       | Desconhecido         |
| Sangay                | 5188   | 17,017 | 2° 02′ S, 78° 20′ O               | 2013                 |
| Sincholagua           | 4873   | -      | 0° 32′ 44,86″ S, 78° 21′ 59,69″ O | -                    |
| Soche                 | 3955   | 12,972 | 0° 33′ 07″ N, 77° 34′ 48″ O       | -                    |
| Sumaco                | 3990   | 13,087 | 0° 32′ S, 77° 37′ O               | 1933                 |
| Tulabug               | 3336   | 10,942 | 1° 46′ 48″ S, 78° 36′ 47″ O       | Holocene             |
| Tungurahua            | 5023   | 16,475 | 1° 28′ 01″ S, 78° 26′ 31″ O       | 2016                 |

## Ilhas Galápagos
| Nome            | Metros | Pés   | Coordenadas                 | Última erupção |
| --------------- | ------ | ----- | --------------------------- | -------------- |
| Alcedo          | 1130   | 3706  | 0° 26′ S, 91° 07′ O         | 1993           |
| Cerro Azul      | 1640   | 5379  | 0° 54′ S, 91° 25′ O         | 2008           |
| Darwin          | 1330   | 4362  | 0° 11′ S, 91° 17′ O         | 1813           |
| Equador         | 790    | 2591  | 0° 01′ 12″ S, 91° 32′ 46″ O | 1150           |
| Ilha Fernandina | 1495   | 4904  | 0° 22′ S, 91° 33′ O         | 2009           |
| Cerro Pajas     | 640    | 2099  | 1° 18′ S, 90° 27′ O         | Holoceno       |
| Galapagos Rift  | -2430  | -7972 | 0° 47′ 31″ N, 86° 09′ 00″ O | 1996           |
| Genovesa        | 64     | 210   | 0° 19′ 12″ N, 89° 57′ 29″ O | -              |
| Marchena        | 343    | 1125  | 0° 20′ S, 90° 28′ O         | 1991           |
| Pinta           | 780    | 2558  | 0° 35′ S, 90° 45′ O         | 1928           |
| San Cristóbal   | 759    | 2490  | 0° 53′ S, 89° 30′ O         | -              |
| Santa Cruz      | 964    | 2834  | 0° 37′ S, 90° 20′ O         | -              |
| Santiago        | 920    | 3018  | 0° 13′ S, 90° 46′ O         | 1906           |
| Sierra Negra    | 1124   | 3687  | 0° 50′ S, 91° 10′ O         | 2005           |
| Wolf            | 1710   | 5609  | 0° 01′ N, 91° 21′ O         | 2015           |